# Alchemilla erythropodoides
Alchemilla erythropodoides är en rosväxtart som beskrevs av Pawl.. Alchemilla erythropodoides ingår i släktet daggkåpor, och familjen rosväxter. Inga underarter finns listade i Catalogue of Life.